# Desetka (album)
Desetka je treći studijski album zagrebačkog punk rock sastava Hladno pivo, koji 1997. godine objavljuje diskografska kuća Jabukaton.  Godine 2007. album reizdaje Dancing Bear, bez dodatnih pjesama.  Najveći hitovi s ovog albuma su »Nema više...«,»Ne volim te« i »Roštilj«.
Album je snimljen u Ljubljani u studiju Metro kod Janeza Križaja, za svega osam dana. Većina pjesama je odsvirana u brzom tempu. Omot albuma uz tekstove i slike glazbenika sadrži i duhovitu povijest nastanka sastava.

## Popis pjesama
1. "Nema više..." - 2:16
2. "Tema je: žena" - 1:52
3. "Sex bez kondoma i zvijezda iz Hong-Konga" - 2:10
4. "Ne volim te" - 2:13
5. "101" - 2:19
6. "Grčenje ispred pojačala" - 1:55
7. "Krepaj, budalo!" - 2:33
8. "Studentska" - 2:15
9. "Anoreksik" - 2:47
10. "Blagdanska pjesma" - 1:47
11. "U sobi on i brat..." - 2:28
12. "Pdop" - 2:30
13. "Roštilj" - 2:08

## Citat
Na poleđini omota reizdanog albuma stoji:
| „ | Sve pjesme napamet skladali, napisali i aranžirali HLADNO PIVO. Pogrešni naglasci, izgovor i dikcija plod su višegodišnjeg truda i studioznog proučavanja našeg jezika. | ” |
|   | |   |

## Izvođači
- Milan Kekin - Mile (vokal)
- Zoran Subošić - Zoki (gitara)
- Mladen Subošić - Suba (bubnjevi)
- Davor Kodžoman - Hadžo (bas-gitara)

## Vanjske poveznice
- Recenzija na Muzika.hr  Arhivirana inačica izvorne stranice od 25. listopada 2013. (Wayback Machine)